# Фабијана (Болоња)
Фабијана (итал. Fabiana) је насеље у Италији у округу Болоња, региону Емилија-Ромања.
Према процени из 2011. у насељу је живело 32 становника. Насеље се налази на надморској висини од 623 м.